# 민 (가수)
민(본명: 이민영, 1991년 6월 21일~)은 대한민국의 걸 그룹 미쓰에이의 전 멤버이다.
- 2002년 아역 단역 배우 출연 한 적이 있다.
- 2025년 4월 21일 기사에 따르면 2025년 6월 7일 비연예인 사업가 남자친구와 결혼식을 올렸다. 이미 약혼식은 지난4월달에 끝난상태이다.

## 음반

### 참여 음반
- 산이 EP Album 《Everybody Ready?》 맛좋은 산 피처링 (2010년)
- B1A4 정규 1집 《THE B1A4 I IGNITION》 둘만 있으면 피처링 (2012년)

## 가수 외 활동
예능
- KBS 《스쿨 버라이어티 백점만점》 고정게스트
- MBC 에브리원 《무작정 패밀리 시즌2》
- MBC 《미스터리 음악쇼 복면가왕》 - 불난 집에 부채질
- 동아TV 《그대와 하이킹 시즌 4》

드라마
- 2002년 EBS1 《TV로 보는 원작동화》- 멋진 내 남자친구, 네 편이 되어줄게
- 2011년 KBS2 《드림하이》 16화 특별출연[2]
- 2015년 네이버캐스트 웹드라마 《드림나이트》 ... 이제니 역
- 2017년 OCN 《터널》 ... 마영길의 여자 친구 역

영화
- 《카운트다운》 현지 역 (2011년)
- 순이 수자 역 (2018년)

뮤지컬
- 《꽃보다 남자 The Musical》마키노 츠쿠시 역 (2017년)

## 사건
민은 속옷으로 추정되는 옷을 입은 사진이 공개되어 논란이 일었으나, 소속사는 민소매 원피스라고 해명하였다.